# Puebla de Sanabria
Puebla de Sanabria est une ville d’Espagne, de la province de Zamora, en communauté autonome de Castille-et-León. Elle est située à 113 km au Nord-Ouest de Zamora. 
Incluse das la comarque de Sanabria, la commune a une superficie de 81,39 km2, elle compte 1523 habitants pour une densité de 18,71 hab./km2 d'après le recensement municipal de 2014. Son environnement naturel et paysager bien conservés la relient à l'espace naturel protégé du parc naturel du Lac de Sanabria tout proche.
Le vieux centre est situé sur un éperon modelé par l'arroyo Ferrera et les rivières Tera et Castro. Sa situation stratégique près de la frontière avec le Portugal a fait de ce lieu une commune fortifiée dotée de privilèges (fors), ce qui lui a donné un rôle important dans la formation historique du territoire qui l'entoure. Elle fut le siège d'un pouvoir militaire, ecclésiastique et politique qui au fil du temps ont généré un riche patrimoine architectural et monumental qui en 1994 qui ont fait que la ville a été déclarée bien d'intérêt culturel en tant qu'ensemble historique.